# Sacha Massot
Sacha Massot (Tongeren, 24 oktober 1983) is een Belgisch voormalig basketballer en basketbalcoach.

## Carrière
Massot speelde in de jeugd van Basket Tongeren voordat hij in 2000 over stapte naar RBC Pepinster waar hij zijn profdebuut maakte. In de eerste jaren wisselde hij vaak tussen Pepinster en Spirou Charleroi maar van 2003 tot 2007 speelde hij voor Charleroi. Van 2007 tot 2010 speelde hij opnieuw voor RBC Pepinster. Van 2010 tot 2012 speelde hij voor Het Franse Olympique Antibes.
Hij keerde in 2012 terug naar België en ging spelen voor Spirou Charleroi. Hij speelde er tot in 2016 toen hij een stap terug zette en ging spelen voor Basket Tongeren. Hij speelde in het seizoen 2017/18 nog enkele wedstrijden bij Liège Basket na meerdere blessures bij de spelers en was ook assistent-coach dat seizoen. In 2021 maakte hij kortstondig zijn terugkeer bij BC Verlaine, een tweede provincialer uit de provincie Luik. In 2024 deed hij dit nogmaals bij de tweede ploeg van Tongeren.
In 2017 was hij na het ontslag van Thibaut Petit vanaf maart 2017 tot het einde van het seizoen interim-coach. Van 2018 tot 2020 was hij hoofdcoach van Liège Basket, toen Brian Lynch stopte als coach van Limburg United nam hij over bij de club in 2020. Hij werd na drie speeldagen in het seizoen 2021/22 ontslagen en werd opgevolgd door assistent Raymond Westphalen. In 2022 ging hij aan de slag als hoofdcoach van Basket Tongeren dat uitkomt in de derde klasse.

## Erelijst
- Belgisch landskampioen: 2003, 2004, 2009, 2010, 2011, 2013